# 25 Водолея
25 Водолея (лат. 25 Aquarii), d Водолея (лат. d Aquarii), HD 206067, ранее 6 Пегаса (лат. 6 Pegasi) — двойная звезда в созвездии Водолея на расстоянии приблизительно 250 световых лет (около 77 парсеков) от Солнца. Видимая звёздная величина звезды — +5,1m.

## Характеристики
Первый компонент — оранжевый гигант спектрального класса K0III. Масса — около 1,4 солнечной, радиус — около 11 солнечных, светимость — около 54 солнечных. Эффективная температура — около 4721 К.